# کوه‌نور (فیلم ۱۹۶۰)
کوه‌نور (به هندی: Kohinoor) فیلمی هندی محصول سال ۱۹۶۰ و به کارگردانی اس. یو سانی است. در این فیلم بازیگرانی همچون دیلیپ کومار، مینا کوماری، لیلا چیتنیس و کوم کوم ایفای نقش کرده‌اند.